# Avicenna (cràter)

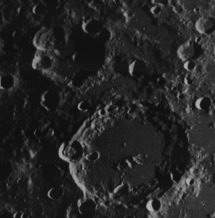
Fotografia de la missió Lunar Orbiter 4

Avicenna és un cràter d'impacte lunar que es troba a la cara oculta de la Lluna, just més enllà de l'extrem occidental, a la vora nord del cràter Lorentz. Porta el nom del metge persa Avicenna. És al nord-nord-oest del cràter més gran Nernst, i al sud-est de Bragg.
La meitat nord d'Avicenna ha estat esborrada per impactes posteriors, que se superposen. La vora sud i el sud-est estan desgastades i erosionades, però el perfil encara se'n pot albirar. Hi ha un petit cràter que se'n situa a la vora meridional, tot i que aquesta formació està també erosionada. Hi ha petits cràters per tota la seua extensió sud de la planta.

## Cràters satèl·lits
Per convenció aquests elements s'identifiquen en els mapes lunars posant la lletra a la banda del punt mitjà del cràter que és més a prop d'Avicenna.
|          | \| Avicenna \| Coordenades \| Diàmetre \| \| -------- \| -------------------------------------- \| -------- \| \| \| 40° 00′ N, 91° 06′ O / 40.0°N,91.1°O \| 25 km \| \| G \| 39° 00′ N, 92° 00′ O / 39.0°N,92.0°O \| 26 km \| \| R \| 38° 54′ N, 100° 06′ O / 38.9°N,100.1°O \| 21 km \| |          |
| Avicenna | Coordenades | Diàmetre |
|          | 40° 00′ N, 91° 06′ O / 40.0°N,91.1°O | 25 km    |
| G        | 39° 00′ N, 92° 00′ O / 39.0°N,92.0°O | 26 km    |
| R        | 38° 54′ N, 100° 06′ O / 38.9°N,100.1°O | 21 km    |